# Tomor Ferenc
Tomor Ferenc (Nóráp, Veszprém vármegye, 1827. május 28. – Budapest, 1902. április 27.) főgimnáziumi tanár.

## Élete
Gimnáziumi tanulmányait Veszprémben, a bölcseletet, mint Szent Benedek-rendi növendék Győrött végezte; onnét kilépve ez utóbbi helyen jogot hallgatott, de az első évi tanfolyam után Bezerédj Mihály unokája mellé nevelőnek hívták. Az 1848-as mozgalomhoz csatlakozott (a Mednyánszky-féle szabadcsapatnak volt rövid ideig tagja), aminek következtében Theresienstadtban töltendő három évi fogságra ítélték, de kegyelem útján előbb szabadult ki. Azután Pesten, később Szegeden családoknál és intézetekben magánoktatással foglalkozott. 1857-ben az alreáliskolára nyert tanképesítést és augusztus 31-én a kecskeméti városi reáliskolához választották meg tanárnak. Négy évet töltött Kecskeméten, azután 1861. október 11-től az ungvári főgimnázium tanára volt, ahonnét 1863. szeptember 10-én Budára helyezték, előbb a II. kerületi főreáliskolához, 1873. május 6-án pedig a II. kerületi katolikus főgimnáziumhoz, mint a magyar- és latin nyelv tanára ment át saját kívánságára, ahol nyugdíjaztatásáig maradt. Midőn Ungvárról távozott, a város díszpolgárává választotta.
Első cikke a Márczius Tizenötödikében (1848) jelent meg; írt azután a Magyar Néplapba (1856-58), a Felvidékbe (1863-65), a Pesti Hírnökbe, Idők Tanujába, a Magyar Államba (1877. 78. sz), az Ungba, Ungvári Közlönybe, a Középiskolai Tanáregylet Közlönyébe (1877. sat.), a budapesti II. ker. főgimnázium Értesítőjébe (1881. Széchenyi szelleme, különös tekintettel «Hitel» cz. könyvére), a Közoktatásba (1882-88) sat.

## Munkái
- Testvériség, honpolgári szózat a magyar haza közérdekében. Pápa, 1848.
- Terézvárosi esték 1849-50. Első füzet. Kecskemét, 1861.
- Kárpáti czimbalom. Ungvár, 1866. (Költemények).
- Tell Vilmos, színmű 5 felv. Irta Schiller Frigyes, ford. ... Pest, 1869.
- Két nemzeti nóta. Kárpáti czimbalmostól. Bpest, 1873.
- A hatodik nagy hatalom, vagy a modern sajtó. Lukas József után a magyar viszonyokra alkalmazva. Uo. 1877.
- Éva. Madách, Az ember tragédiája cz. drámai költeményben. Uo. 1877. (Különny. a budai főgymn. Értesítőjéből).
- Korunk tükre Szatirákban és epigrammokban. Uo. 1881. (Előbb a humorisztikus lapokban és a M. Államban jelentek meg).
- Magyar olvasókönyv a népiskolák I-IV. oszt. számára. Uo. 1881-82. (Váradi Antallal. I. 2. átdolg. k. 1882., 3. k. 1882., 4. k. 1886., 5. k. 1887., 6. 1888., 7. 1890., 8. 1895., II. 2. k. 1886., 3. k. 1887., III. 2. k. 1884., 3. k. 1885., 5. k. 1890., 6. k. 1893., IV. 2. k. 1886. Uo.).
- Széchenyi szelleme, különös tekintettel Hitel cz. könyvére. Uo. 1881.
- Kármán és Tomor-Váradi-féle Olvasókönyvekről, különös tekintettel ez utóbbi hirlapi kritikusaira. Uo. 1881.
- Schiller Fr. színművei. Wallenstein, drámai költemény, ford. Uo. 1888. (Ism. Kath. Szemle).
- Uj roham a Tomor-Váradi-féle Olvasókönyvek ellen. Uo. 1895.
- Fájdalom-Könyve. Emlék szeretteim sírjaira. Uo. 1898. (Költ.).
- Lubrich Ágost egyetemi tanár életrajza. Uo. 1901. (Különny. az Alkotmányból).

Szerkesztette a Közoktatás c. egyetemes tanügyi közlönyt 1882-88.

## Álnevei
Kéthalmi (a Magyar Néplapban), Agyagvári Agyagos (Ungvári Közlönyben), Romot és Sámson (a Magyar Államban).